# Totò, Peppino e... la dolce vita
Totò, Peppino e... la dolce vita è un film del 1961 diretto da Sergio Corbucci ed interpretato da Totò e Peppino De Filippo. Il film è una parodia della pellicola girata l'anno precedente da Federico Fellini La dolce vita riutilizzando gran parte della costosa scenografia di via Veneto allestita per quel film.

## Trama
Antonio Barbacane viene mandato dal ricco nonno a Roma per cercare di corrompere dei politici affinché spostino il tracciato di un'autostrada sulle proprie terre al fine di aumentarne il valore. Egli, invece di provvedere, si abbandona ai piaceri della capitale pur non avendo un lavoro fisso. Però nelle lettere che manda al paesino, Antonio usa sempre un linguaggio velato, per fare credere che è diventato un pezzo grosso. Per controllarne l'operato e farlo finalmente occupare della faccenda dell'autostrada viene inviato a Roma il suo cugino Peppino, segretario comunale del paese, moralista ed integerrimo a tal punto da far rimuovere i manifesti del film La dolce vita.
Antonio sta sbarcando il lunario come posteggiatore abusivo a via Veneto dove però è conosciuto da tutti. Arrotonda infatti gli incassi delle mance con i servizi che procura ai frequentatori dei locali di Via Veneto.
Peppino dopo essere stato coinvolto involontariamente in una scazzottata prontamente fotografata dai paparazzi, trova Antonio su quella strada. Rifiutati i rimproveri del nonno portati da Peppino, Antonio, che rivendica di essere il presidente di una non meglio identificata S.p.a., lo porta a divertirsi nei locali notturni, assicurandolo che dopo il divertimento parlerà col ministro dell'autostrada. Durante una festa in questi locali Totò spruzza nell'aria della cocaina, che facendo effetto, provoca negli astanti uno stato di euforica follia. Le donne americane che accompagnano i cugini, cominciano a spogliarsi ma sopraggiungono i mariti e scoppia un parapiglia.
Il nonno intanto sta sorvegliando i nipoti di nascosto e depreca i loro comportamenti. È notte alta e Peppino è ubriaco e stanco. Antonio lo colloca nel bagagliaio di un'auto in sosta nella quale si accomoda per riposare. Ma la macchina non rimane lì tutta la notte: il suo proprietario, l'avvocato Guglielmo detto Gugo, infatti la porta via accompagnato dalla sua amante Magda. Svegliatosi Antonio, su richiesta della ragazza alla ricerca di un posto tranquillo e originale, li conduce a casa sua, una dimora allagata e abbandonata. Mentre sono lì due ladri tentano di rubare la ruota di scorta dell'auto in sosta ma alla vista di Peppino nel bagagliaio, temendo che sia morto, fuggono impauriti. 
La ragazza intanto dopo i primi entusiasmi si è annoiata e all'insaputa di Antonio i due amanti vanno via portando con loro il dormiente Peppino.
Il giorno dopo Antonio arringa in una dimostrazione di piazza i posteggiatori abusivi come lui per sollecitare la regolarizzazione della categoria. Alla vista della polizia il comizio non autorizzato si interrompe e Antonio viene fermato. Intanto Peppino si sveglia e tornato a via Veneto ritrova il cugino questa volta in tenuta da posteggiatore. Antonio si giustifica con la scusa di mimetizzarsi agli agenti del fisco per non pagare troppe tasse e continua a illuderlo di avere parlato al ministro del problema della strada. Intanto arriva Renata Francesca, la baronessa che lo invita con lei a un party col proposito segreto di fargli pagare il pieno dell'auto.
Giunti sul posto Antonio confessa a Peppino di non avere più una lira, di sopravvivere facendo il posteggiatore e che la S.p.a. di cui è presidente, significa società posteggiatori abusivi. Peppino si sente perso, su quell'aiuto contava molto. Antonio lo persuade prima a spararsi, poi a dimenticare i suoi problemi almeno per quella notte, invitandolo a partecipare a quella festa malgrado il rischio di perdere l'eredità. I comportamenti degli invitati sono disinibiti e promiscui, annoiati e infantili.
I due cugini, invitati alla seduta spiritica condotta dalla medium Norma per stabilire un contatto con le anime dei morti, vengono terrorizzati dalla comparsa di un fantasma che non è altro che uno scherzo. Il festino riprende. Irrompe furibondo il nonno che li rimprovera di aver abbandonato le consegne ricevute e di essersi dati alla brutta vita. Spediti al paese i nipoti, mentre vivono tra le pecore, ricevono una lettera del nonno. Sarà lui a occuparsi degli affari di famiglia iniziando proprio da via Veneto dove anche lui però si è lasciato travolgere dalla dolce vita.

## Produzione
Il film viene prodotto da Gianni Buffardi, marito di Liliana de Curtis e quindi genero di Totò.
La prima scena a via Veneto viene girata da Camillo Mastrocinque che però alcuni giorni dopo, a seguito di contrasti con la produzione, decise di abbandonare il set. La regia venne quindi affidata a Sergio Corbucci e la sceneggiatura scritta man mano che procedette la lavorazione della pellicola.
Quando Totò, in qualità di presidente del Sindacato Posteggiatori Abusivi, aizza la folla con un discorso in cui chiede un parcheggio al sole, parodia ben tre personaggi storici: Karl Marx («Abusivi di tutti i posteggi urbani e interurbani, unitevi!», che fa il verso al celebre appello del Manifesto del Partito Comunista), l'abate Sieyès («Che cosa chiediamo noi? (...) Che cosa abbiamo ottenuto finora?», con riferimento al famoso pamphlet Che cos'è il Terzo Stato?) e Benito Mussolini («Abbiamo pazientato 40 mesi: ora basta!», che riecheggia il discorso con cui il Duce annunciò l'invasione dell'Etiopia).
Vari i tagli della censura, in particolare, viene esclusa una scena considerata volgare in cui Totò e Peppino prendono in giro i personaggi della "dolce vita" con riferimento all'Odissea: «Qui, guardati intorno, sono tutti Proci!» dice Totò e Peppino risponde: «Me ne sono accorto»; ribatte Totò: «Oggi essere Procio è un titolo d'onore. Io, per esempio, se fossi in te, dato che hai anche il fisico, modestamente, fatti Procio!» e ancora «Tu sei scemo!», «Fatti Procio!», «Ma vattene!». Altra scena tagliata quella in cui Totò rincorre il ministro fin dentro una chiesa e gli si inginocchia vicino chiedendogli un posto di lavoro.
Il regista Sergio Corbucci appare nel film in veste di attore in due sequenze esilaranti. È il cliente del bar che vuole telefonare e mette fretta a Peppino (che in quel momento sta utilizzando il telefono pubblico del locale) disturbandolo con il rumore dei gettoni che fa nervosamente saltellare nella propria mano (quando lo vede, Peppino esclama tra sé seccato "Ecco, è arrivato il campanaro").

## Critica
Scriveva Mauro Manciotti: «Sergio Corbucci, dopo aver firmato numerosi copioni rivistaioli, è passato al cinematografo, dirigendo questa ennesima puntata della serie Totò, Peppino e ...[..] Parodia condotta non tanto secondo un gusto di piacevole divertimento, ma spesso con mano e allusioni più equivoche, di pornografia fine a se stessa».
Da un articolo non firmato sul Corriere Lombardo: «Fosse almeno una parodia del film di Fellini! […] Totò e Peppino fanno del loro meglio per salvare il film dal mare di banalità».